# Gare de Brumath
La gare de Brumath est une gare ferroviaire française de la ligne de Noisy-le-Sec à Strasbourg-Ville, située sur le territoire de la commune de Brumath, dans la collectivité européenne d'Alsace, en région Grand Est.
Mise en service en 1851, c'est une gare voyageurs de la Société nationale des chemins de fer français (SNCF), desservie par des trains express régionaux.

## Situation ferroviaire
Établie à 144 mètres d'altitude, la gare de Brumath est située au point kilométrique (PK) 484,854 de la ligne de Noisy-le-Sec à Strasbourg-Ville, entre les gares de Mommenheim et de Stephansfeld.
Sa vitesse limite de traversée, sur les voies 1 et 2, est de 160 km/h.

## Histoire

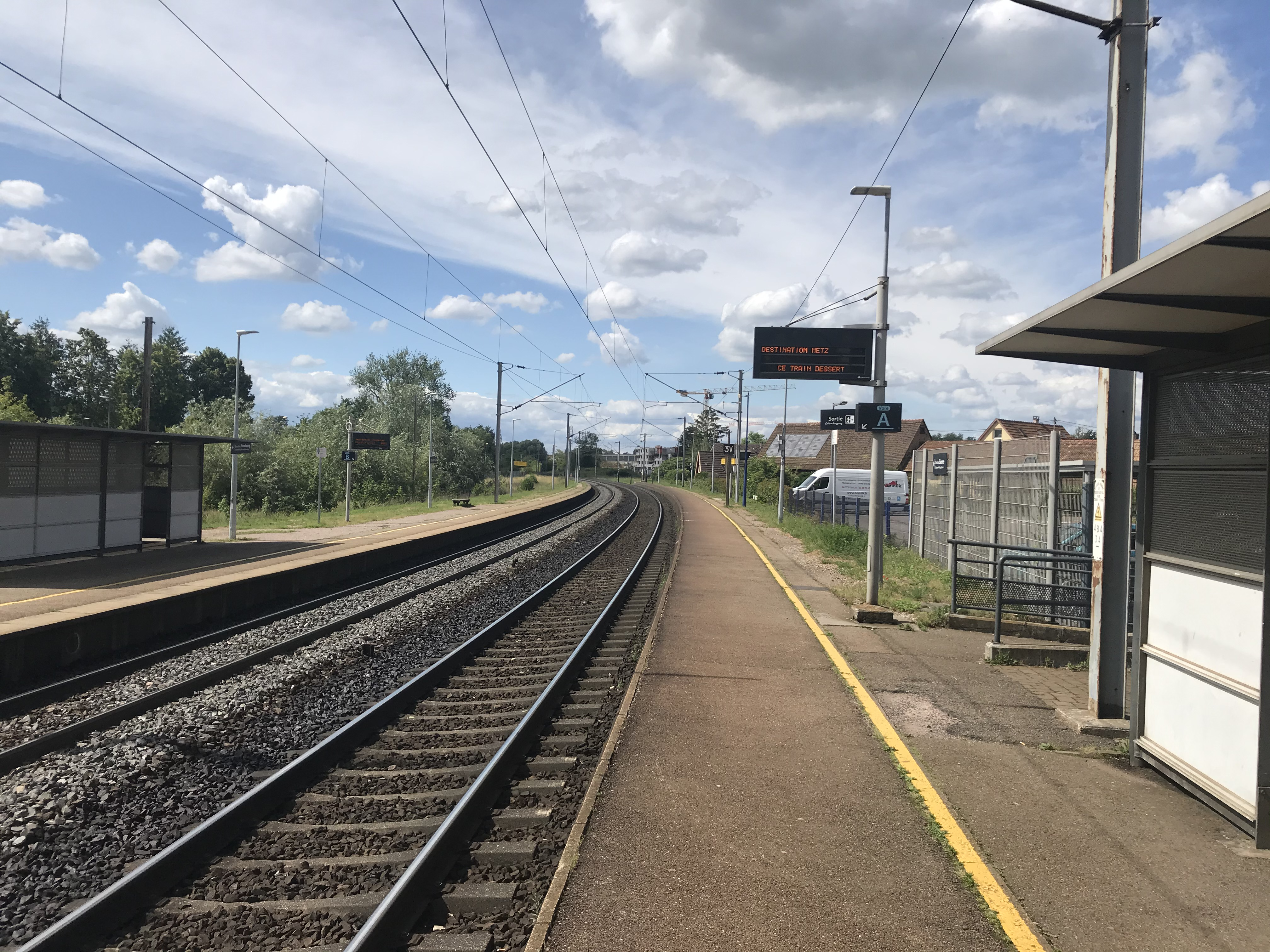
Vue en direction de Paris depuis la voie A.

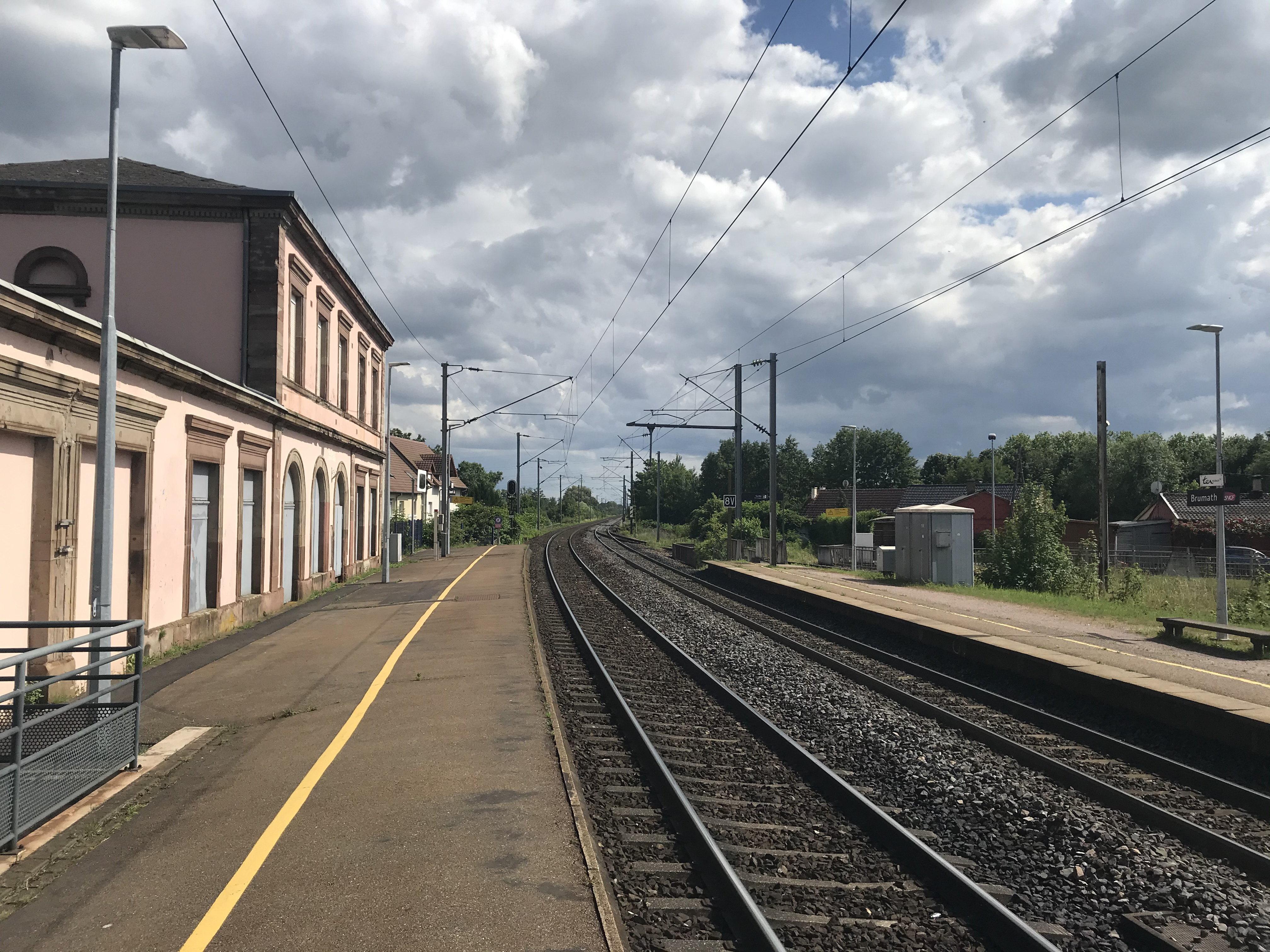
Vue en direction de Strasbourg depuis la voie A.

La Compagnie du chemin de fer de Paris à Strasbourg édifie à Brumath une station d'Alsace de 3e classe, avec un bâtiment voyageurs en maçonnerie et pierre de taille. Le bâtiment voyageurs, dont les travaux débutent en 1850, est l’œuvre de l'architecte Adolphe Weyer et correspond au type 5 dans la nomenclature des Chemins de fer de l'Est.
La disposition d'origine des gares de type 5 est de deux ailes symétriques d'un étage sous toiture à deux pans encadrant un corps central, légèrement plus large, de trois travées sous toit en croupe avec des arcs en plein cintre au rez-de-chaussée.
La gare est ouverte lors de la mise en service de la section de Strasbourg à Sarrebourg, le 29 mai 1851.
Le 21 janvier 1854, la Compagnie des chemins de fer de l'Est succède à la Compagnie du chemin de fer de Paris à Strasbourg.
En 1871, la gare entre dans le réseau de la Direction générale impériale des chemins de fer d'Alsace-Lorraine (EL) à la suite de la défaite française lors de la guerre franco-allemande de 1870 (et le traité de Francfort qui s'ensuivit).
Le bâtiment voyageurs est agrandi en 1893 et en 1902. Une des deux ailes latérales est vraisemblablement démontée et remplacée par une extension du corps central muni de deux travées ; l'autre aile est conservée et se voit rallongée de deux travées. La toiture de l'ensemble a été redessinée à cette occasion en conservant la pente d'origine, contrairement à la gare de Hochfelden qui a subi le même type de transformation.
Le style néo-classique du bâtiment d'origine a été respecté lors de l'agrandissement de la gare.
Le 19 juin 1919, la gare entre dans le réseau de l'Administration des chemins de fer d'Alsace et de Lorraine (AL), à la suite de la victoire française lors de la Première Guerre mondiale. Puis, le 1er janvier 1938, cette administration d'État forme avec les autres grandes compagnies la SNCF, qui devient concessionnaire des installations ferroviaires de Brumath. Cependant, après l'annexion allemande de l'Alsace-Lorraine, c'est la Deutsche Reichsbahn qui gère la gare pendant la Seconde Guerre mondiale, du 1er juillet 1940 jusqu'à la Libération (en 1944 – 1945).
En 1962, la gare dispose de plusieurs voies de service et d'un quai militaire.
Le bâtiment voyageurs est inutilisé depuis 1997.
L'ancienne halle à marchandises, désaffectée du service ferroviaire, est démolie au début des années 2010.
Le 24 juin 2014, le nouveau parking situé à l'ouest des voies ferrées est inauguré en présence de Philippe Richert, alors président de la région Alsace, Étienne Wolf, maire de Brumath, Jacques Mazars, directeur régional de la SNCF et Thomas Allary, directeur régional de RFF. Ce parking prend place sur d'anciennes emprises ferroviaires désaffectées.
Les TER 200 reliant Nancy ou Luxembourg à Bâle sont supprimés au nouveau service horaire du 3 avril 2016.
En 2016, la SNCF veut démolir le bâtiment voyageurs désaffecté, malgré l'opposition de la commune de Brumath et de l'association « Les amis du patrimoine ». La SNCF ne souhaite pas vendre le bâtiment, mais pourrait confier sa gestion à la commune pour « autorisation d’occupation temporaire pour 18 ans ». Il ne sera finalement pas détruit, le préfet ayant décidé de refuser la demande émise par la SNCF.
De décembre 2019 à décembre 2020, un TER assurant la liaison Strasbourg-Ville – Paris-Est a desservi la gare.
Un nouveau parking de 215 places est inauguré en 2023 permettant de mettre fin au stationnement sauvage dans la rue voisine. Des travaux de mise en accessibilité des quais sont prévus pour 2024. Une réflexion est également en cours afin de réutiliser le bâtiment voyageurs dans le but de proposer une salle d'attente chauffée et des toilettes. En ce sens, la commune de Brumath a mandaté en décembre 2024 l'institut d'études EDinstitut afin de recueillir l'avis des voyageurs concernant la gare afin de définir les futurs aménagements et l'utilisation du bâtiment voyageurs.

## Fréquentation
De 2015 à 2024, selon les estimations de la SNCF, la fréquentation annuelle de la gare s'élève aux nombres indiqués dans le tableau ci-dessous.
| Année     | 2015    | 2016    | 2017    | 2018    | 2019    | 2020    | 2021    | 2022    | 2023    | 2024    |
| --------- | ------- | ------- | ------- | ------- | ------- | ------- | ------- | ------- | ------- | ------- |
| Voyageurs | 492 583 | 522 294 | 565 974 | 563 815 | 619 310 | 423 151 | 486 002 | 598 702 | 693 528 | 726 076 |

## Service des voyageurs

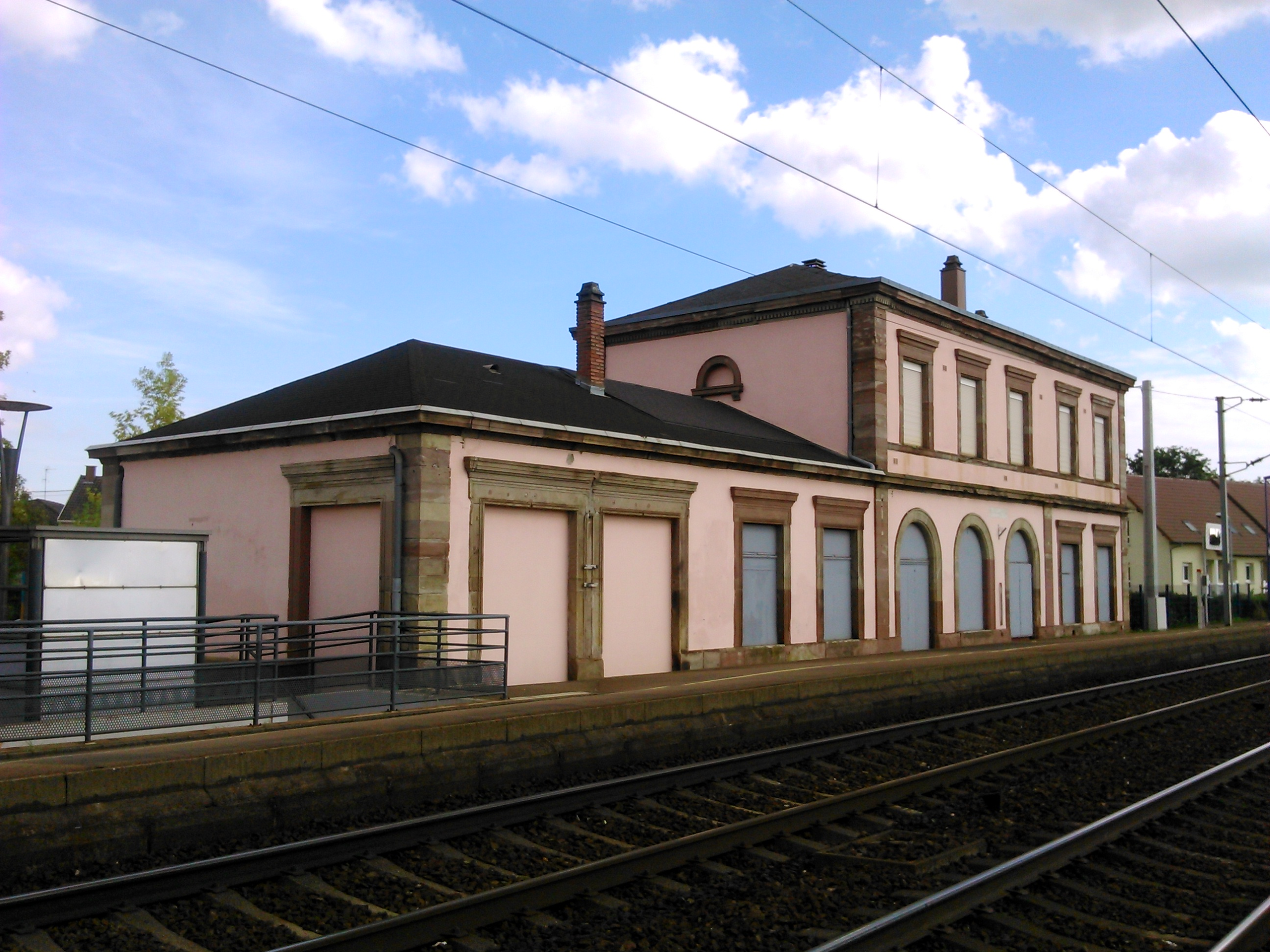
Le bâtiment voyageurs, côté voies.

### Accueil
Halte SNCF, c'est un point d'arrêt non géré (PANG) à accès libre. Son bâtiment voyageurs est fermé au public. Elle dispose d'automates pour l'achat de titres de transport. La traversée des voies principales s'effectue par un passage souterrain. La traversée des voies de service, permettant l'accès au parking ouest, s'effectue par une traversée de voie à niveau par le public (TVP).

### Desserte
Brumath est desservie par des trains TER Grand Est, assurant les relations :
- Strasbourg – Saverne – Nancy ;
- Strasbourg – Saverne – Metz ;
- Strasbourg – Saverne – Sarrebourg
- Saverne – Sélestat via Strasbourg (REME).

La desserte de la gare est renforcée depuis la mise en place du Réseau express métropolitain européen (REME) en décembre 2022 avec jusqu'à quatre trains par heure dans chaque sens.

### Intermodalité
Un parc pour les vélos et un parking sont aménagés aux abords de la gare.
La gare de Brumath est desservie par les lignes 5, 10 et 12 du réseau urbain Ritmo (Haguenau). Elle est également desservie par la ligne 201 du réseau régional Fluo Grand Est 67.

## Service du fret
La gare de Brumath n’est plus ouverte au service du fret. Par le passé, elle desservait l’installation terminale embranchée de la société FM Logistic.
Le document de référence du réseau ferré national (DRR) 2017 indique cependant que la cour marchandises de Brumath est « accessible après diagnostic et remise en état éventuelle ».